# ジョージア・イオアニドゥ
ジョージア・イオアニドゥ（ギリシャ語: Γεωργία Ιωαννίδου, ラテン文字転写: Georgia Ioannidou, 1991年3月15日 -)は、ギリシャの女優、女性声優、音響監督、翻訳家。

## 出演作品
太字はメインキャラクター。

### テレビアニメ
- しゅつどう!パジャマスク